# Питсберг (округ)
Округ Питсберг (англ. Pittsburg County) располагается в штате Оклахома, США. Официально образован в 1907 году. По состоянию на 2013 год, численность населения составляла 44 703 человека.

## География
По данным Бюро переписи США, общая площадь округа равняется 3569,024 км2, из которых 3382,543 км2 суша и 186,480 км2 или 5,220 % это водоёмы.

## Население
По данным переписи населения 2010 года в округе проживает 45 837 жителей в составе 18 623 домашних хозяйств и 15 389 семей. Плотность населения составляет 13,00 человек на км2. На территории округа насчитывается 22 634 жилых строений, при плотности застройки около 16,00-ти строений на км2. Расовый состав населения: белые — 73,60 %, афроамериканцы — 3,30 %, коренные американцы (индейцы) — 13,80 %, азиаты — 0,40 %, гавайцы — 0,03 %, представители других рас — 0,78 %, представители двух или более рас — 7,60 %. Испаноязычные составляли 3,14 % населения независимо от расы.
В составе 29,00 % из общего числа домашних хозяйств проживают дети в возрасте до 18 лет, 54,90 % домашних хозяйств представляют собой супружеские пары проживающие вместе, 11,20 % домашних хозяйств представляют собой одиноких женщин без супруга, 30,40 % домашних хозяйств не имеют отношения к семьям, 27,70 % домашних хозяйств состоят из одного человека, 13,30 % домашних хозяйств состоят из престарелых (65 лет и старше), проживающих в одиночестве. Средний размер домашнего хозяйства составляет 2,40 человека, и средний размер семьи 2,90 человека.
Возрастной состав округа: 23,50 % моложе 18 лет, 7,80 % от 18 до 24, 26,90 % от 25 до 44, 24,60 % от 45 до 64 и 24,60 % от 65 и старше. Средний возраст жителя округа 39 лет. На каждые 100 женщин приходится 101,50 мужчин. На каждые 100 женщин старше 18 лет приходится 100,10 мужчин.
Средний доход на домохозяйство в округе составлял 28 679 USD, на семью — 35 190 USD. Среднестатистический заработок мужчины был 28 470 USD против 19 886 USD для женщины. Доход на душу населения составлял 15 494 USD. Около 13,60 % семей и 17,20 % общего населения находились ниже черты бедности, в том числе — 22,70 % молодёжи (тех, кому ещё не исполнилось 18 лет) и 13,30 % тех, кому было уже больше 65 лет.